# Orthodox-protestantisme
Het orthodox-protestantisme is een protestants-christelijke stroming, die de Bijbel beschouwt als het onfeilbare Woord van God met exclusieve, absolute en universele zeggingskracht. In tegenstelling tot de vrijzinnig-protestanten, houden zij vast aan het gezag van de Bijbel als zijnde het door God geïnspireerde Woord, de leer zoals verwoord door de algemeen-christelijke belijdenisgeschriften waaronder de Apostolische Geloofsbelijdenis van Nicea en de Geloofsbelijdenis van Athanasius, evenals specifiek gereformeerde belijdenisgeschriften, genaamd de Drie Formulieren van Enigheid: de Nederlandse Geloofsbelijdenis, de Heidelbergse Catechismus en de Dordtse Leerregels. Ook andere gereformeerde belijdenisgeschriften, zoals de Belijdenis van Westminster, worden onderschreven.

## Traditioneel

Ontstaan van de verschillende stromingen in Nederland

Ontstaansgeschiedenis van kerken in Nederland

## Variatie
Waar de inhoud een gezamenlijk kenmerk is, kent de manier waarop de inhoud gestalte krijgt een grote variatie. Zo wordt er verschillend omgegaan met tradities en gebruiken, hetgeen bijvoorbeeld zichtbaar is in de gebruikte liturgie. Onder het begrip 'orthodox-protestantisme' gaat een waaier van kerkgenootschappen en kerkelijke richtingen schuil. In grote lijnen vallen de orthodox-protestanten op te delen in de orthodox-gereformeerden, de bevindelijk gereformeerden en de evangelischen. De eerste groep is binnen het Nederlands orthodox-protestantisme altijd dominant geweest. De laatste groep omvat weer een diversiteit aan kerkelijke stromingen zoals de baptisten, evangelische gemeenten en pinkstergemeenten.

## Nederland
Wat de verschillende soorten gereformeerden in Nederland betreft, worden zowel de orthodox-gereformeerden als de meer behoudende bevindelijk gereformeerden vaak beiden onder de noemer "orthodox-protestantisme" geschaard. Het grootste kerkgenootschap, de Protestantse Kerk in Nederland (PKN), kent zowel vrijzinnige als orthodoxe gemeenten.
Tot circa 1960 konden ook de Gereformeerde Kerken in Nederland (een van de fusiepartners in de PKN) tot deze groep worden gerekend.